# ガソジン

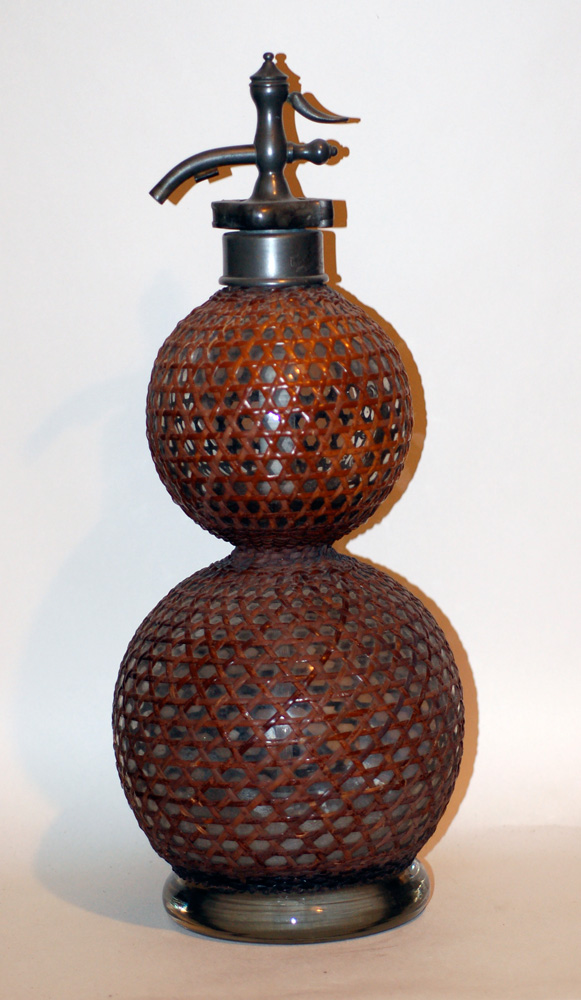
British Syphon製のガソジン

ガソジン（gasogene または gazogene。seltzogeneとも）は、ヴィクトリア朝後期のイギリスに存在した、炭酸水をつくるためのソーダサイフォンの一種である。

## 概要
接続された上下２つのガラス球からなっている。上には酒石酸と炭酸水素ナトリウムの混合物を入れて、二酸化炭素を発生させる。下には水、あるいは炭酸を加えたい飲料を入れる。サイフォンの原理を応用して下から汲み上げた液体に、上からの炭酸ガスを注入して炭酸水を生成する。破裂する恐れがあったため、通常は籐編みやワイヤーで覆われている。

## フィクションでの描写
アーサー・コナン・ドイルのシャーロック・ホームズシリーズでは、ベーカー街221Bの部屋に置かれているとされ、ボヘミアの醜聞やマザリンの宝石で言及されている。
ジョージ・バーナード・ショーの1905年の戯曲『Passion, Poison, and Petrifaction, or the Fatal Gazogene』では、登場人物のフィッツがガソジンに毒を入れる。